# Хазена
Хазена (чеш. házená — „рукомет“) је врста игре с лоптом, сличан рукомету, великом рукомету и кошарци. Игра се на отвореном и настала је у Чешкој 1905. године. Хазена се у Србији више не игра.

## Историја хазене

### Историја хазене на нашим просторима
Током 1921, "Југославија" и Б.С.К су имали секције за хазену. Током те године у Београду су одигране само две утакмице, између та два тима и између Б.С.К и "Хакоах" из Земуна. Игра је тада била одомаћена и у Митровици, и у неколико места Хрватске и Словеније.

#### Хазена у Нишу
Овај спорт је у Нишу и Србији данас угашен. Старе Нишлије су овај спорт, пре рата звале рукомет. Чак и после рата приликом оснивања „фискултурних“ друштава, оснивају се бројне секције за рукомет и кошарку, али су многи од оснивача мислили да је то у ствари хазена. Сматрало се да тадашња нова власт неће дозволити старе стране (окупаторске) називе. Ако упитамо неког старог Нишлију "Шта је хазена?" добићемо одговор да је то рукомет и кошарка. Хазена међутим није ни рукомет ни кошарка.
Од рукометних спортова у Нишу, у периоду између два рата, хазена је била најпознатија.
Хазену су играле само жене, а утакмице судили мушкарци.
Овај спорт у Нишу се јавља средином тридесетих година 20. века. Проблем регистрација првих тимова у овом спорту је постојао пошто у то време у Србији и Југославији није постојао спортски савез за ову игру. Хазена се 18. јуна 1923. године придружује Југословенском лакоатлетском савезу. Године 1924. се формира Југословенски савез за хазену, са својим подсавезима и њиховим представништвима у Београду, Великом Бечкереку, Љубљани и Загребу. Нишки хазена тимови су своје регистрације верификовали у Београдском хазена подсавезу.
Хазену су у Нишу играле само жене, док су је мушкарци избегавали, до те мере, да је "не би играли па да им је неко плаћао за то". Док за Ниш хазена остаје искључиво као женска игра, дотле су је у свету играли оба пола.
Поуздано се зна да су у Нишу постојале три засебне хазена секције, или три хазена клуба, а то су: СК „Победа“, СК „Раднички“, СК „Графичар“.

##### СК „Победа“
Секција за хазену СК „Победа“ је основана 25. августа 1928. године Ова информација је и овековечена у листу „Спортист“, у броју 397. од 20. августа 1928. године. Истог месеца Београдски хазена подсавез прима секцију хазене СК „Победа“ из Ниша, у своје окриље, што се такође бележи у листу „Спортист“.

##### РСК „Раднички“
Ова хазена секција је у то време већ играла утакмице хазене. Хазена секција РСК „Раднички“ је служила за одигравање верификационих утакмица других секција. Постоји податак да је ова секција крајем октобра 1928. године одиграла пријатељску утакмицу са, у то време новооснованом хазена секцијом „Графичар“ из Ниша.

## Специфичности хазене

### Терен
Терен за хазену је правоугаоног облика, дужине од 48 до 51 m и ширине од 30 до 34 m. Терен који је подељен на три трећине са сваком дужине од 16 m, а уколико је терен био дужи, средишњи део игралишта, или средња трећина била би дужа од осталих трећина. Голманов простор је првобитно био у облику правоугаоника, да би се касније променио у полукружни облик димензија од 6 m у полупречнику (R=6). Сами голови су димензија 240 cm висине, са 200 cm ширине. Дебљина пречки и статива је од 8 до 10 cm. Покретни голови, као и у малом фудбалу су се могли померати и премештати по потреби. Казнени пенал ударац се изводио са удаљености од 6 m, по чему и носи име „шестерац“.

### Правила
Утакмица се састојала од два полувремена од по 25 минута. Лопта у игри се може водити, али у том случају се на свака три корака мора ударити о тло, што је дозвољено само два пута, како би игра добила на динамици. С друге стране лопта је могла да се баца у висину и хвата неограничен број пута. Да би се лопта додала саиграчу, правила налажу да је тај саиграч удаљен више од два метра.
Утакмицу је судио и водио један судија.

### Лопта
Лопта за игру је обима од 62 до 68 cm, тежине од 300 до 350 g.

### Играчи
Екипа у хазени се састоји од седам играча, укључујући и голмана. За разлику од рукомета у хазени су тимски задаци тачно распоређени, тако да је кретање играча на терену стриктно ограничено. Ово је условљено самим тереном који је подељен на три трећине. Поред голмана, свака екипа је имала још једног бека (браниоца), два помагача и три нападача.
- Голманово кретање је ограничено и износи 16 m, односно одбрамбену трећину терена.
- Бек (бранич) се такође креће само у одбрамбеној зони.
- Помагачи имају право кретања у одбрамбеној и средњој зони (неутралној) зони.
- Нападачи се краћу у средњој зони и зони напада.

Оваква постављена и регулисана правила игре дозвољавају да у зони напада (односно одбране) истовремено могу да се налазе само по три играча екипе која напада (играчи напада) и по три играча са својим голманом, екипе која се брани у том тренутку (бек, два помагача и голман).

### Опрема
Додатне опреме осим спортских дресова нема. Што се тиче самих дресова они се састоје од једнобојних мајица у горњем делу, а сто се тиче доњег дела ту су једнобојне чарапе и патике, с разликом што мушкарци носе шортсеве, а жене сукње. Женске сукње су биле изнад колена, што су навијачи са трибина (док се у Србији хазена још играла) тражили, наводно да би се повећала мобилност и само кретање...